# District d'Etain
Le district d'Étain est une ancienne division territoriale française du département de la Meuse de 1790 à 1795.
Il était composé des cantons de Étain, Arrancy, Buzy, Dieppe, Gauraincourt, Harville, Hermeville, Romagne et Saint Laurent.